# Golden Seals de la Californie
Les Golden Seals de la Californie sont une équipe qui évoluait dans la Ligue nationale de hockey (LNH). Ils furent également connus sous les noms de Seals de la Californie, et de Seals d'Oakland. La franchise fait son apparition lors de expansion de la LNH de 1967, en compagnie des North Stars du Minnesota, des Kings de Los Angeles, des Flyers de Philadelphie, des Penguins de Pittsburgh et des Blues de Saint-Louis. En 1976 la franchise est relocalisée à Cleveland (Ohio) pour devenir les Barons de Cleveland.

## Histoire
En 1966, la ligue nationale de hockey annonce son intention de réaliser une expansion pour amener six nouvelles franchises dans une nouvelle division créée tout spécialement pour elles en 1967-1968. Officiellement cette expansion apparaît à cause du besoin d'agrandir la ligue, mais plus en réalité, c'est avant tout pour en finir avec la menace de la Western Hockey League qui cherchait alors à se transformer en ligue majeure. Les Seals de San Francisco étaient l'une des équipes que la WHL avait récemment installé en Californie, et, ne voulant pas perdre un tel marché, la LNH décida de s'y installer; aussi, quand les Seals furent achetés par Barend van Gerbig (en) et déménagée à Oakland, ils furent inclus dans la LNH. Bien que le secteur de la Baie de San Francisco n'était pas considérée comme un bon marché de hockey, on y installa néanmoins les Seals, parce que les contrats de télévision avec CBS demandaient 2 équipes en Californie.
Van Gerbig voulait au départ installer le club dans un nouvel aréna qui devait ouvrir ses portes à San Francisco, mais comme le projet ne se concrétisa jamais, il dut se résoudre à opter pour Oakland. On nomma la franchise « Seals de la Californie » afin de plaire aux amateurs de San Francisco, et pour répondre aux autres clubs de la LNH qui ne considéraient pas Oakland comme une ville de ligues majeures et n'attirerait pas les amateurs. Le plan échoua cependant, et le 6 novembre 1967, van Gerbig renomme l'équipe « Seals d'Oakland ».
Les objections des autres équipes étaient néanmoins fondées : les Seals n'eurent jamais beaucoup de succès avec la vente de billets et à cause des faibles assistances aux matches, van Gerbig menaça de déménager l'équipe à plusieurs reprises si les amateurs ne se montraient pas. Le premier entraîneur et directeur général Albert Olmstead parlait publiquement de transférer le club à Vancouver, mais l'offre de la brasserie Labatt de racheter et relocaliser le club fut rejetée par la LNH, tout comme celle de relocaliser les Seals à Buffalo, offre faite par les futurs acquéreurs des Sabres de Buffalo, qui avaient été rejetés de l'expansion de 1967. Cela, combiné aux lamentables résultats sur la glace, conduit l'équipe à un remaniement majeur après seulement une saison de l'équipe sur la glace (seulement 7 des 20 joueurs de l'édition originale étaient de retour la saison suivante) et du personnel responsable de l'équipe. Les nouveaux Seals firent mieux que les précédents et, bien que n'ayant pas eu une fiche supérieure à .500, ils se qualifièrent pour la première fois aux séries de fin de saison au terme de la saison 1968-1969.
Avant le début de la saison 1970-1971, Charles Finley (en), propriétaire des Athletics d'Oakland, se porta acquéreur des Seals, qui furent renommés Golden Seals de la Californie (lui-même changement de dernière minute de « Seals de Bay Area ») et créa du marketing pour vendre le club aux amateurs. Il fit notamment changer les couleurs des Seals afin qu'elles soient assorties à celles des Athletics. Tout cela fut cependant fait en vain, les Seals terminant la saison avec la pire fiche de la ligue. L'équipe rebondit cependant en 1971-1972, mais l'arrivée de l'Association mondiale de hockey vint anéantir les espoirs des Seals. L'équipe comptait sur de jeunes joueurs fort prometteurs qui firent l'envie de l'AMH, qui leur offrit des contrats. Finley refusa obstinément d'égaler la plupart de ces contrats et en conséquence, la plupart de ces jeunes quittèrent le club pour aller jouer dans la nouvelle ligue. Finley, qui en avait maintenant marre du hockey, voulu vendre le club, mais personne n'en voulut. La LNH en prit finalement le contrôle en février 1974. Elle contrôla l'équipe pendant deux saisons, jusqu'à ce qu'un magnat de complexes hôteliers de San Francisco, Melvin Swig (en), n'achète le club en 1975-1976 avec l'intention de l'installer dans un nouvel aréna à San Francisco. L'équipe rata de peu les séries et, à la suite d'une élection à la mairie, les plans d'un nouvel aréna furent annulés.
En conséquence, l'équipe déménagea à Cleveland en Ohio pour devenir les Barons de Cleveland. Leur existence éphémère de deux saisons précéda une fusion avec les North Stars du Minnesota. Charles Simmer fut le dernier joueur actif à avoir porté les couleurs des Seals à sa retraite en 1992.

## Statistiques
| Saison    | PJ | V  | D  | N  | BP  | BC  | Pts | Classement      | Séries éliminatoires |
| --------- | -- | -- | -- | -- | --- | --- | --- | --------------- | -------------------- |
| 1967-1968 | 74 | 15 | 42 | 17 | 153 | 219 | 47  | 6e dans l'Ouest | Non qualifiés        |
| 1968-1969 | 76 | 29 | 36 | 11 | 219 | 251 | 69  | 2e dans l'Ouest | 3-4 Kings            |
| 1969-1970 | 76 | 22 | 40 | 14 | 169 | 243 | 58  | 4e dans l'Ouest | 0-4 Penguins         |
| 1970-1971 | 78 | 20 | 53 | 5  | 199 | 320 | 45  | 7e dans l'Ouest | Non qualifiés        |
| 1971-1972 | 78 | 21 | 39 | 18 | 216 | 288 | 60  | 6e dans l'Ouest | Non qualifiés        |
| 1972-1973 | 78 | 16 | 46 | 16 | 213 | 323 | 48  | 8e dans l'Ouest | Non qualifiés        |
| 1973-1974 | 78 | 13 | 55 | 10 | 195 | 342 | 36  | 8e dans l'Ouest | Non qualifiés        |
| 1974-1975 | 80 | 19 | 48 | 13 | 212 | 316 | 51  | 4e dans Adams   | Non qualifiés        |
| 1975-1976 | 80 | 27 | 42 | 11 | 250 | 278 | 65  | 4e dans Adams   | Non qualifiés        |

## Personnages notables

### Au Temple de la renommée du hockey
- Henry Howell
- Craig Patrick
- William Torrey (en)

### Capitaines
| Période   | Nom du ou des joueurs           |
| --------- | ------------------------------- |
| 1967-1968 | Robert Baun                     |
| 1968-1971 | Edward Hampson                  |
| 1971-1972 | Carol Vadnais                   |
| 1972-1973 | Albert Marshall (en)            |
| 1973-1974 | Aucun                           |
| 1974-1975 | Joseph Johnston                 |
| 1975-1976 | Robert Stewart et James Neilson |

### Choix de premier tour de repêchage
- 1967 :   Ken Hicks (en) (3e au total)
- 1968 :   Aucun
- 1969 :   Anthony Featherstone (7e au total)
- 1970 :   Christopher Oddleifson (10e au total)
- 1971 :   Aucun
- 1972 :   Aucun
- 1973 :   Aucun
- 1974 :   Richard Hampton (en) (3e au total)
- 1975 :   Ralph Klassen (en) (3e au total)

### Entraîneurs-chefs
| No | Nom                  | Premier match   | Dernier match   | Saison régulière | Saison régulière | Saison régulière | Saison régulière | Saison régulière | Saison régulière | Séries éliminatoires | Séries éliminatoires | Séries éliminatoires | Séries éliminatoires | Remarques |
| No | Nom                  | Premier match   | Dernier match   | PJ               | V                | D                | N                | P                | % V              | PJ                   | V                    | D                    | % V                  | Remarques |
| -- | -------------------- | --------------- | --------------- | ---------------- | ---------------- | ---------------- | ---------------- | ---------------- | ---------------- | -------------------- | -------------------- | -------------------- | -------------------- | --------- |
| 1  | Albert Olmstead      | 11 octobre 1967 | 7 mars 1968     | 53               | 10               | 32               | 11               | 31               | 29,2             | -                    | -                    | -                    | -                    |           |
| 2  | Gordon Fashoway (en) | 10 février 1968 | 30 mars 1968    | 21               | 5                | 10               | 6                | 16               | 38,1             | -                    | -                    | -                    | -                    |           |
| 3  | Frederick Glover     | 11 octobre 1968 | 13 octobre 1971 | 233              | 71               | 130              | 32               | 174              | 37,3             | 11                   | 3                    | 8                    | 27,3                 |           |
| 4  | Victor Stasiuk       | 15 octobre 1971 | 1er avril 1972  | 75               | 21               | 38               | 16               | 58               | 38,7             | -                    | -                    | -                    | -                    |           |
| 5  | Garry Young (en)     | 7 octobre 1972  | 8 novembre 1972 | 13               | 2                | 8                | 3                | 7                | 26,9             | -                    | -                    | -                    | -                    |           |
| 6  | Frederick Glover     | 9 novembre 1972 | 13 février 1974 | 121              | 25               | 76               | 20               | 70               | 28,9             | -                    | -                    | -                    | -                    |           |
| 7  | Marshall Johnston    | 16 février 1974 | 19 janvier 1975 | 70               | 13               | 45               | 12               | 38               | 27,1             | -                    | -                    | -                    | -                    |           |
| 8  | William McCreary     | 22 janvier 1975 | 6 avril 1975    | 32               | 8                | 20               | 4                | 20               | 31,3             | -                    | -                    | -                    | -                    |           |
| 9  | William Evans        | 8 octobre 1975  | 9 avril 1978    | 80               | 27               | 42               | 11               | 65               | 40,6             | -                    | -                    | -                    | -                    |           |

### Directeurs généraux
| No | Nom                 | Engagement    | Départ        |   |                 |      |           |
| -- | ------------------- | ------------- | ------------- | - | --------------- | ---- | --------- |
| No | Nom                 | Engagement    | Départ        | 1 | Albert Olmstead | 1967 | mars 1968 |
| 2  | Francis Selke       | 1968          | 1970          |   |                 |      |           |
| 3  | William Torrey (en) | 1970          | 1970          |   |                 |      |           |
| 4  | Frederick Glover    | décembre 1970 | octobre 1971  |   |                 |      |           |
| 5  | Garry Young (en)    | 1971          | novembre 1972 |   |                 |      |           |
| 6  | Frederick Glover    | 1972          | février 1974  |   |                 |      |           |
| 7  | Garry Young         | 1974          | 1974          |   |                 |      |           |
| 8  | William McCreary    | 1975          | 1977          |   |                 |      |           |